# Próby chwiejności koloidowej białek surowicy krwi
Próby chwiejności koloidowej białek surowicy krwi – próby stosowane w diagnostyce laboratoryjnej, obecnie o historycznym znaczeniu, umożliwiające wykrywanie zmian w białkach krwi.
Opisano ponad 200 nieswoistych odczynów, świadczących o zmianach białek krwi. Wszystkie one były nieswoiste, dlatego miały jedynie znaczenie orientacyjne. Dodatni wynik tych prób świadczył o dysproteinemii. Dodatni wynik uzyskiwano najczęściej w przypadkach hipoalbuminemii lub hipergammaglobulinemii.
Spośród opisanych wielu prób, najczęściej stosowanymi były:
- próba tymolowa
- próba kefalinowo-cholesterolowa
- próba Kunkela z siarczanem cynku
- próba Takata-Ary.